# Feusel
Ein Feusel ist alter, umgangssprachlicher Ausdruck für eine Entzündung der Ohrspeicheldrüse.
Ein Synonym für Feusel ist Feifel:
„So nennen unwissende Quaksalber, Empiriker, Schmiede, Fuhrleute, Kutscher die großen Ohrdrüsen (Parotiden) und jede Anschwellung derselben wird von ihnen mit dem Namen Feifel belegt.“ (C. Walch: Mannichfaltiges aus der thierärztlichen Welt).